# Idiocera xenopyga
Idiocera xenopyga är en tvåvingeart som först beskrevs av Alexander 1964.  Idiocera xenopyga ingår i släktet Idiocera och familjen småharkrankar.
Artens utbredningsområde är Namibia. Inga underarter finns listade i Catalogue of Life.